# Кнез Луканор
Кнез Луканор (шп. El Conde Lucanor) је дело дон Хуана Мануела (шп. Don Juan Manuel), блиског рођака Алфонса X Ученог. Настало је у XIV веку и дидактичког је карактера. Кнез Луканор кроз кратке, поучне приче, које прича Патроније, долази до мудрог савета и разрешења својих проблема.

## Дон Хуан Мануел

### Историјска личност
Дон Хуан Мануел је рођен 1282. у Ескалони (шп. Escalona), у близини Толеда (шп. Toledo). Његов отац, дон Мануел (шп. Don Manuel), био је син краља Фернанда III Светог (шп. Fernando III El Santo) и брат Алфонса X Ученог, на чијем је двору одрастао. Био је војвода Виљене (шп. Villena) и господар Ескалоне. Активно је учествовао у политичком животу Кастиље. Од 1319. до 1325. владао је Кастиљом као намесник Алфонса XI. Последње године свог живота провео је у Мурсији, где је и умро 1348. године. За живота је основао манастир у Пењафјелу, где је и сахрањен.

### Књижевник
Дон Хуан Мануел је један од најзначајнијих књижевника кастиљанске уметничке прозе средњег века. Први је писац који није придавао значај само својим делима, већ је истицао и себе као аутора. Стварао је на народном кастиљанском језику (шп. El romance) јер је желео да његова дела буду доступна свима, и у томе се огледа утицај Алфонса X на њега. Нека његова дела су изгубљена, нека се чувају у фрагментима, а дела сачувана у потпуности налазе се у његовој задужбини, манастиру Пењафјел. Његово највредније и најпознатије дело је Кнез Луканор.

## Настанак дела
Дело је настало у првој половини XIV века. Постоји више назива овог дела: Књига поучних прича кнеза Луканора и Патронија (шп. Libro de los enxiemplos del conde Lucanor et de Patronio), Књига о Патронију (шп. Libro de Patronio), Књига о кнезу Луканору (шп. Libro del conde Lucanor), док је најпознатији назив Кнез Луканор (шп. El conde Lucanor). Књигу чине пет делова који се могу груписати у три целине. Прва целина представља уједно и први део књиге који има највећу уметничку вредност. Другу целину чине други, трећи и четврти део, где аутор уместо поучних прича које се појављују у првом делу, излаже исказе који наликују филозофским мудростима и пословицама. Трећу целину чини пети део који представља доктринарни закључак. У сваком од ових пет делова појављују се ликови кнеза Луканора и Патронија. Дело је настало са циљем да поучи и забави у исто време.

## Егземпел
Егземпел је настао од латинске речи exemplum што значи пример. То је наративни облик, кратка прича са моралистичким, религиозним или идеолошко-политичким садржајем. Егземпел је средњовековни жанр који је био распрострањен у западној Европи, а потиче још из античке реторике. Захваљујући Тертулијану, ова форма се претвара у поучну новелу, сличну басни, параболи, апокрифу, фаблиоу и другим краћим жанровима дидактичке књижевности. Догађаји и јунаци могу бити разноврсни. Није ретко наићи на фантастичне и чудесне сцене. Егземпел је постојао и у усменој и писаној форми, а најпознатији зборници су из XIII века.

## Теме и порекло мотива
Наслови самих прича нам износе тему и главне ликове уметнуте приче. Теме су разноврсне, говоре о поштењу, миру, спасењу душе, пријатељству, искушењу, сиромаштву, богатству, итд. Захваљујући културном препороду за време Алфонса X, дон Хуану Мануелу били су доступни бројни преводи из туђих књижевности и традиција. За стварање овог дела дон Хуан Мануел се служио арапским, библијским, источњачким и кастиљанским изворима. Од свих извора најзначајнији и најбројнији су из арапске књижевности. Највише је користио мотиве из Панчантантре (шп. Panchantantra), Калиле и Димне (шп. Calila e Dimna), Сендебара (шп. Sendebar), Хиљаду и једне ноћи, Варлаама и Јоасафа, Лалите Вистаре. Такође, послужила му је за писање овог дела и маварска усмена традиција. Он је теме из датих традиција употребљавао на свој начин, те за њега не можемо рећи да је пуки сакупљач страних дела, већ да је аутор свестан својих стваралачких могућности.

## Структура
Дело се сатоји из педесет и једног егземпела. Сваки егземпел, односно поучна прича, има исту структуру, али не и исту тему. Сваки егземпел има свој наслов. Започиње разговором између кнеза Луканора и Патронија, где кнез износи неки свој проблем и љубазно моли Патронија за савет. Онда Патроније предлаже да га посаветује неком поучном причом, и кнез га моли да то учини. Патроније прича причу и даје своје мишљење и савет, које кнез прихвата, а дон Хуан, који је заправо сам аутор, на крају записује савет у стиху на наук свим читаоцима. Централни део сваког егземпела јесте уметнута прича, а поента је свакако моралистичко-дидактичка порука која проистиче из те приче. Уметнуте приче могу бити различите дужине и садржине. Могу личити на басне, легенде, историјске приче. Понекад Патроније прича две уместо једне приче, не би ли кнез лакше извукао поуке.

## Наслови прича
1. Шта се збило неком краљу са његовим управитељем
2. Шта се десило неком добром човеку и његовом сину
3. Како је енглески краљ Ричард скочио у море борећи се против Мавра
4. Шта је Ђеновљањин рекао својој души кад му је дошао смртни час
5. Шта се десило лисици са гавраном који је у кљуну држао комад сира
6. Шта се догодило ласти са другим птицама кад су виделе да се сеје лан
7. Шта се десило некој жени по имену доња Труана
8. Шта се десило неком човеку коме је требало очисти јетру
9. Шта се догодило коњима са лавом
10. Шта се десило неком човеку који је услед сиромаштва и немаштине јео вучји боб
11. Шта се догодило декану из Сантјага са дон Иљаном, великим мештром из Толеда
12. Шта се догодило неком певцу са лисицом
13. Шта се десило неком човеку који је хватао јаребице
14. О чуду што га је учинио свети Доминик држећи проповед на сахрани неког трговца
15. Шта се догодило дон Лоренсу Суаресу током опсаде Севиље
16. Какав је одговор кнез Фернан Гонзалез дао свом рођаку Нуњу Лаинесу
17. Шта се догодило неком гладном човеку кога су из љубазности понудили да једе
18. Шта се десило дон Перу Мелендесу Валдесу кад је сломио ногу
19. Шта се збило гаврановима са совама
20. Шта се десило неком краљу са човеком који је тврдио да је алхемичар
21. Шта се неком младом краљу догодило са великим мудрацем кога му је отац оставио за учитаља
22. Шта се догодило лаву и бику
23. Шта чине мрави да би преживели
24. Шта се догодило неком краљу који је хтео да искуша своја три сина
25. Шта се догодило кнезу Провансе и како се спасао сужањства захваљујући Саладиновом савету
26. Шта се збило са дрветом Лажи
27. Шта се једном цару и дон Алвару Фањесу Минаји догодило са њиховим женама
28. Како је дон Лоренсо Суарес Гаљинато убио свештеника који је у Гранади прешао у маварску веру
29. Шта се догодило лисици која се на улици претварала да је мртва
30. Шта се збило краљу Севиље, Абенабету, са његовом женом Рамајкијом
31. Какву је пресуду донео један кардинал у спору између париских свештеника и фратара мале браће
32. Шта се догодило једноме краљу са тројицом пробисвета који су му ткали тканину
33. Шта се степском соколу збило са орлом и чапљом
34. Шта се догодило слепцу који је водио другог слепца
35. Шта се догодило неком момку који се оженио женом горопадне нарави
36. Шта се десило неком трговцу који је жену и сина затекао у постељи
37. О одговору који је кнез Фернан Гонзалез дао својим људима
38. Шта се догодило човеку који се удавио у реци носећи драго камење
39. Шта се неком човеку догодило са ластом и врапцем
40. Зашто је сенешал града Каркасона изгубио душу
41. Шта се догодило Ал Хакану, краљу Кордобе
42. Шта се догодило са неком лажном богомољком
43. Шта се догодило Добру са Злом и паметноме са лудаком
44. Шта се витезовима Педру Нуњесу Леалу, Рују Гонзалезу де Севаљосу и Гутјеру Руису Блакијељу збило са кнезом дон Родригом Ел Франком
45. Шта се догодило човеку који је постао пријатељ и слуга ђавола
46. Шта се догодило неком мудрацу који је залутао у крај у коме живе блудне жене
47. Шта се неком Маварину догодило са сестром која се претварала да је много страшљива
48. Шта се догодило човеку који је искушавао пријатеље
49. Шта се догодило човеку кога су нагог оставили на пустом острву након што су му одузели господство
50. Шта се Саладину збило са женом његовог вазала
51. Шта се догодило једном хришћанском краљу који је био веома силан и горд

## Ликови
Главни ликови оквирне приче су кнез Луканор и његов саветник Патроније. Кнез Луканор је савестан владар који не жели да важне одлуке доноси сам, већ стално тражи савете од Патронија, мудраца који за сваки његов проблем има решење, које износи на врло оригиналан начин, кроз поучне приче. На крају сваке приче појављује се дон Хуана (шп. Don Juan) који записује савет и поуку у стиху. 
Ликови уметнутих прича су различити, то могу бити људи, који су врло реално приказани, животиње у причама које подсећају на басне, историјске личности, попут Фернана Гонзалеза (шп. Fernán González), Алвара Нуњеса (шп. Álvaro Núñez), Алвара Фањеса Минаје (шп. Álvar Fáñez Minaya), Нуња Лаинеса (шп. Nuño Lainez), Саладина (шп. Saladino), краља Ричарда Лављег Срца (енгл. Richard I of England), и други. Има и прича у којима су протагонисти алегоријски ликови (Истина и Лаж, Добро и Зло).
Дон Хуан Мануел даје својим ликовима како добре, тако и лоше особине, и сврстава их у различите друштвене слојеве. Такође, припадају различитим националностима и вероисповестима.

## Језик и стил
Дон Хуан Мануел пише народним кастиљанским језиком. Одликују га дугачке реченице, нагомилавање везника, глагола, итд. Упркос томе, у његовом писању се може приметити велики помак у односу на XIII век. Био је свестан важности свог уметничког дела. У њему можемо пронаћи разне стилске фигуре попут поређења, хиперболе, полисиндетона, метафоре, градације, алегорије, ироније, хумора. Такође, можемо уочити натуралистичке и морбидне детаље.

## Значај дела
Дело је настало на народном кастиљанском језику са намером да буде доступно свима, а не само ученима. Поучног карактера, имало је намену да оплемени читаоце и да их подучи правим вредностима. Током година и векова, дело добија на већем значају, јер губи временске границе. Данас, дело постаје још значајније, зато што нема само књижевну вредност, већ представља и културну баштину шпанске и европске средњовековне прозе, јер је једно од малобројних сачуваних средњовековних кастиљанских дела.